# Jonathan Jeremiah
Jonathan Jeremiah (Londra, 9 settembre 1982) è un cantautore britannico.

## Biografia
Cresciuto nel Nord della città di Londra, ha esordito nel 2011 con l'album A Solitary Man, pubblicato dall'etichetta discografica Island, seguito subito dal secondo disco Gold Dust nel 2012. Nel 2015 è uscito il suo terzo disco Oh Desire, per la Universal Music Group. Dal 2018 pubblica per la PIAS.
Nel 2019 è stato candidato a un Pop Award nella categoria Song of the Year per il singolo Good Day. Quattro anni dopo, nel 2023, ha ricevuto una candidatura allo stesso premio per la categoria Album of the Year, per il disco Horsepower for the Street.

## Discografia

### Album in studio
- 2011 - A Solitary Man (Island)
- 2012 - Gold Dust (con Metropole Orkest) (Island)
- 2015 - Oh Desire (UMG)
- 2018 - Good Day (PIAS)
- 2023 - Horsepower for the Street (PIAS)

### Singoli
- 2010 - Lost
- 2010 - Happiness
- 2010 - Heart of Stone
- 2011 - Never Gonna
- 2012 - Lazin' in the Sunshine (con Metropole Orkest)
- 2013 - Gold Dust (con Metropole Orkest)

- 2015 - Arms
- 2018 - Good Day
- 2018 - U-Bahn (It's Not Too Late for Us)

## Premi e riconoscimenti

### Candidature
2019
- Pop Award nella categoria Song of the Year per Good Day.[2]

2023
- Pop Award nella categoria Album of the Year per Horsepower for the Street.[3]